# Веснию (приток Море-Ю)
Веснию (устар. Вэснию, Вэсни-Ю) — река в Ненецком автономном округе России. Длина реки — 52 км.
Протекает по Большеземельской тундре. Впадает в реку Море-Ю по правому берегу в 168 км от устья. Высота устья — 63 м над уровнем моря. В бассейне — множество озёр. Крупнейшие притоки — Лыатывис (правый), Большой Яраншор (левый).
Река протекает по тундре, но ранее — 8700-9400 лет назад во время голоценового климатического оптимума, леса в бассейне Веснию произрастали повсеместно, об этом свидетельствуют многочисленные обломки древесных стволов, встречающихся в береговых её обрывах.